# Siviera

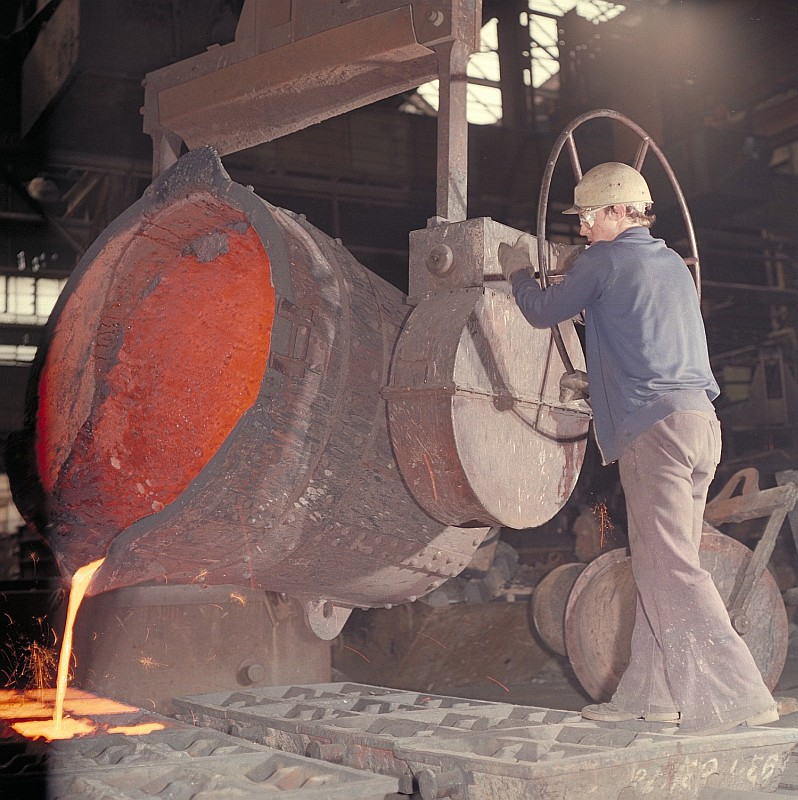
Colata da siviera

La siviera o secchia di colata o caldaia di colata è un recipiente atto a contenere ghisa, un metallo fuso. 
Ha la forma di una grande secchia, ed è costituita da un involucro di robusta lamiera rivestito internamente da materiale refrattario. Può aver diverse dimensioni, dalle più grandi, utilizzate nei centri siderurgici, capaci di trasportare sino a 400 tonnellate di metallo e che vengono movimentate e manovrate tramite carroponte o con appositi carri, sino alle più piccole, utilizzate nelle piccole fonderie, che si manovrano a mano tramite lunghe aste che fungono da manici, di cui una a forcella per facilitare il versamento. Un altro tipo di siviera è quello che viene montato su appositi carri ferroviari, per spostamenti più lunghi, e che viene chiamato carro siviera o carro siluro dalla sua forma.
La siviera serve per raccogliere il metallo fuso che viene spillato da un forno fusorio, quale ad esempio l'altoforno o il cubilotto, e spostarlo fino alla successiva fase di lavorazione, che può essere la colata, il versamento in un convertitore per la produzione dell'acciaio,  o un'altra fase del processo produttivo.

## Galleria d'immagini

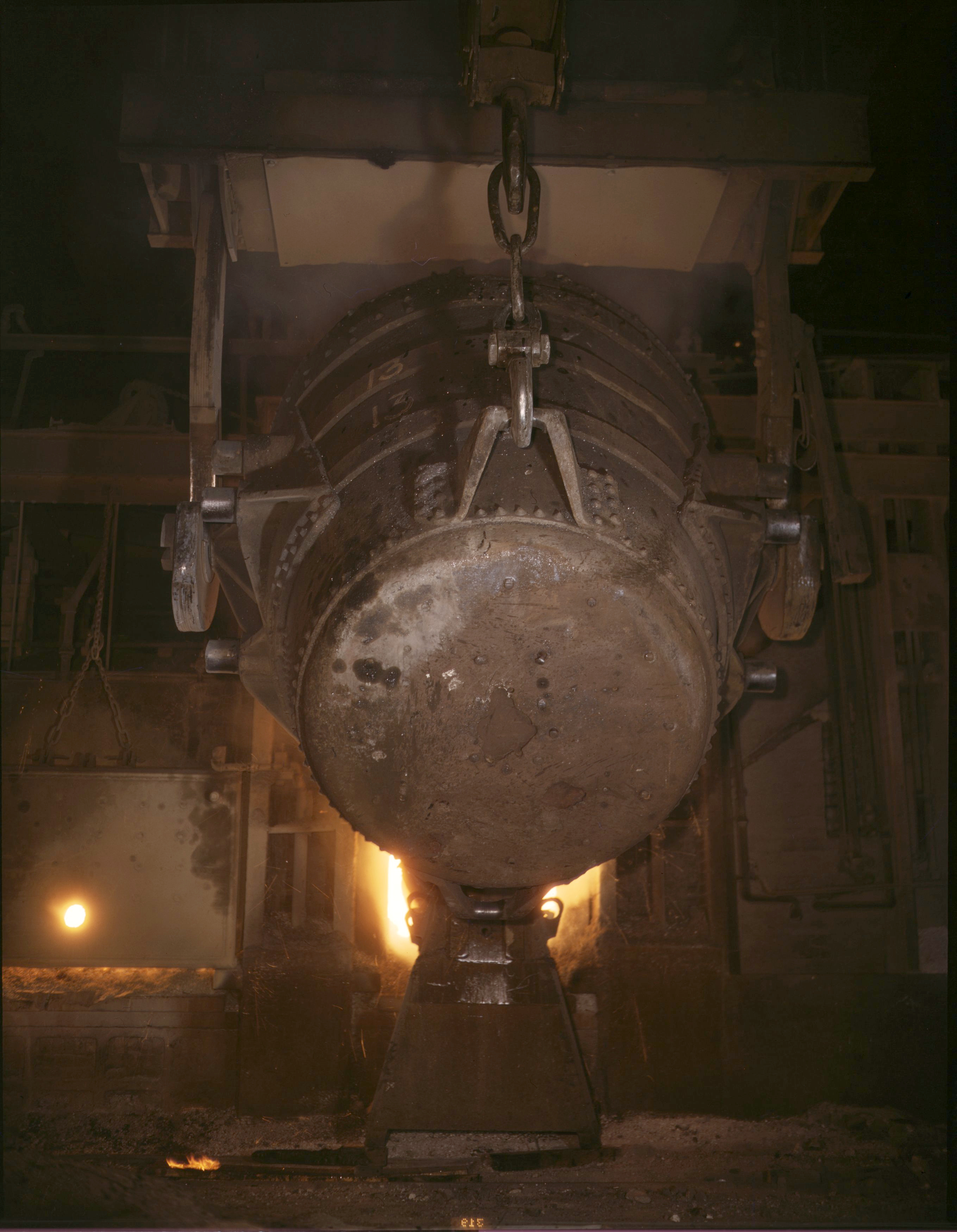
Una grande siviera che sta versando il metallo fuso in un forno
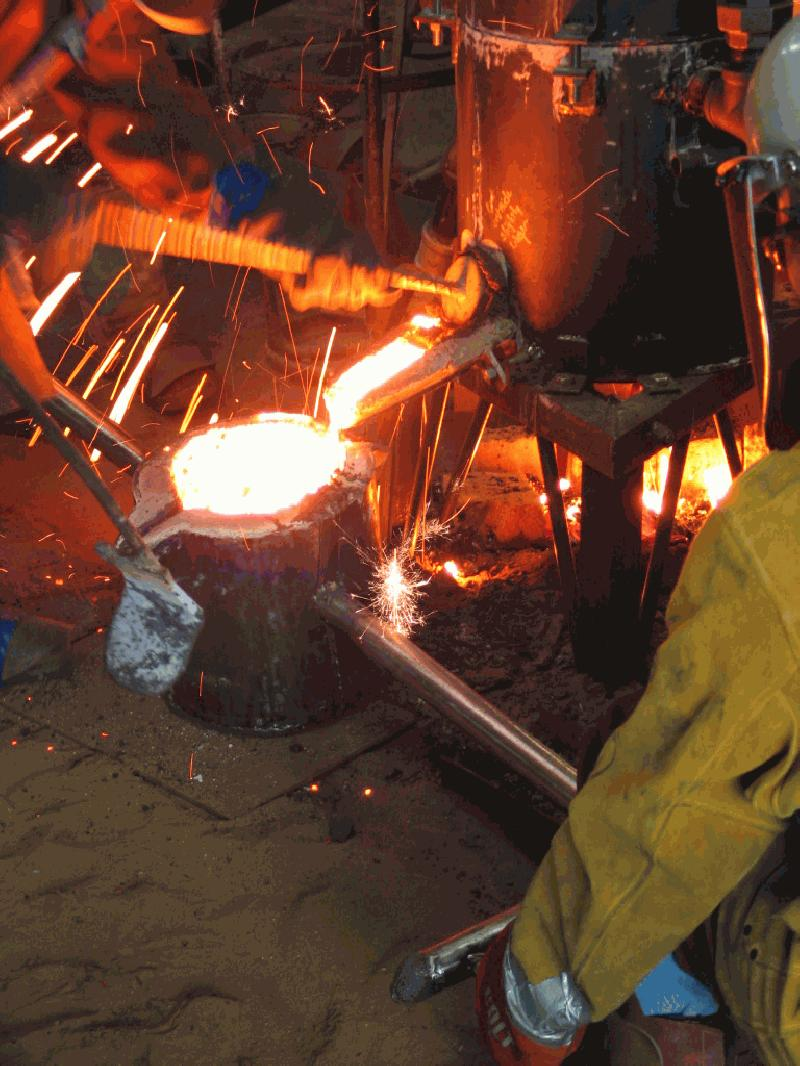
Una piccola siviera a mano
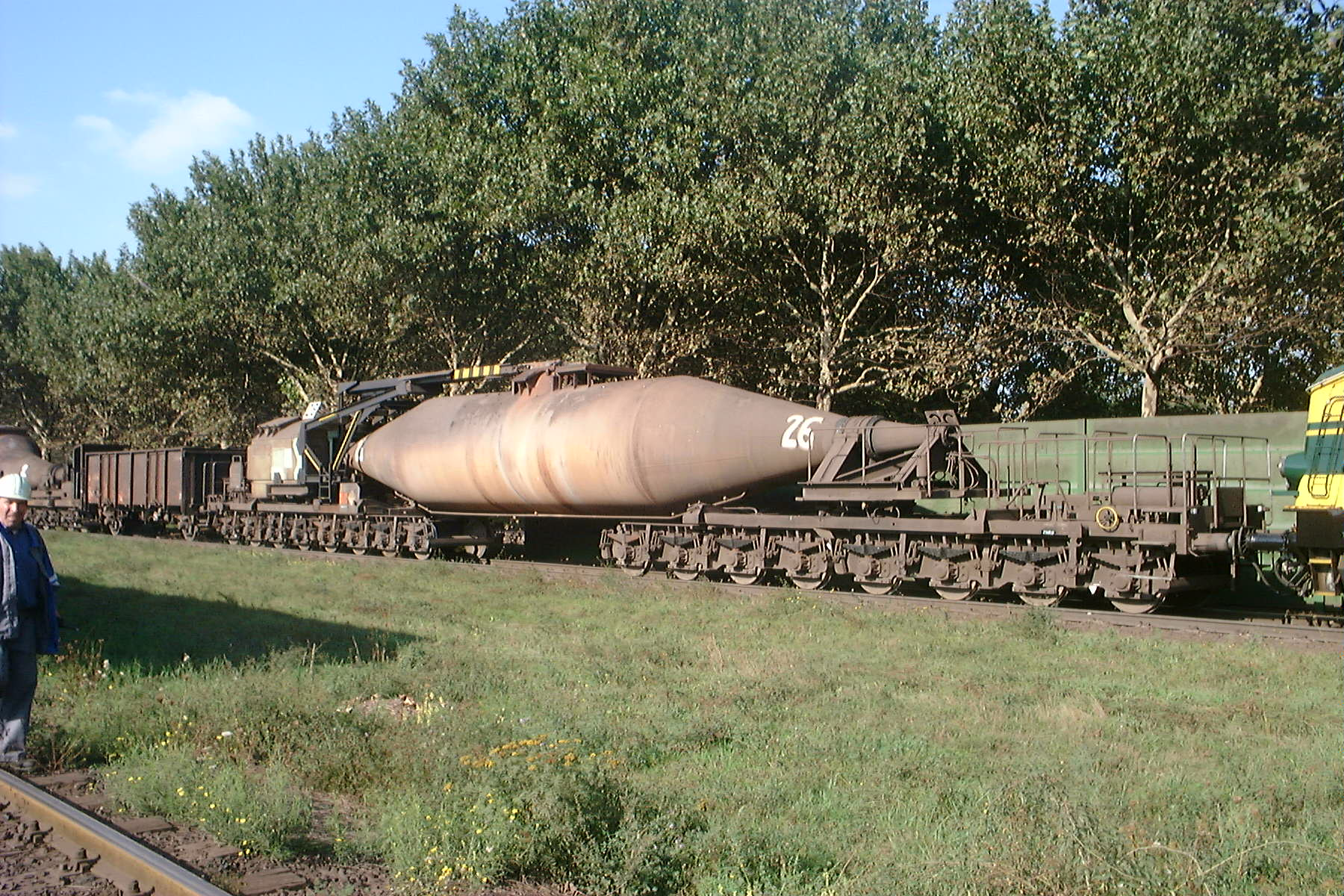
Un carro siluro